# えむの王国
『えむの王国』（えむのおうこく, Masochist's Kingdom ）は、中平凱による4コマ漫画作品。『まんがタイムきららMAX』（芳文社）で2004年7月号から2008年4月号まで連載された。

## 作品概要
カスティーナ王国はえむの王国と呼ばれるほど、国民の中にマゾが多い。本作はそんな王国の中で珍しくノーマルな王女シャルロットを中心として、特殊な嗜好をもつキャラクターだらけの日常を楽しく描いている。またシャルロットの周囲以外に、シャルロットの兄アレンを中心としたお忍び道中、ダラス帝国（えすの帝国）の王女メディアを中心とした革命下の旧王都、と3つの視点での物語が紡がれている。
本作ではSMなど特殊な嗜好をメインテーマとして扱っているため、簡便な用語説明をここに記す。
- M（マゾ）：マゾヒズムまたはマゾヒストの俗称で被虐嗜好と訳される。イジメられることに快感を見出す嗜好。
- S（サド）：サディズムまたはサディストの俗称で加虐嗜好と訳される。イジメることに快感を見出す嗜好。
- ノーマル：一般的でない性的嗜好をもたない人のこと。作中ではSでもMでもないという程度の意味。
- 百合：女性同性愛の俗称。ただし現実の同性愛とは一線を画し、幻想の世界で使われる言葉である。
  - 百合っ娘（ゆりっこ）：女性同性愛者の俗称。百合と同じく現実のそれとは異なり、少女性同士という側面が強い。

## 主な登場人物

### えむの王国
シャルロット
本作の主人公で、カスティーナ王国（えむの王国）の王女。通称「姫さま」。10歳。
前髪に2本の触角を備えたブロンドのロングヘアで、頭上には常にティアラを載せている。
お姫様らしく尊大な物言いをし、語尾に「～じゃ」をつけることが多い。
性格は本来子供っぽく天真爛漫でやさしいが、周囲の変態達のせいで怒りっぽいツッコミ担当になっている。
10歳の誕生日までは国民の嗜好が隠蔽されていたが、眼前でのえむ行為が解禁され、周囲の人間の奇行に頭を悩ませている。
カスティーナ王国では珍しくMでなくノーマルだが、環境が環境なためMの考えそうなことがわかる。
シンシア
シャルロットに仕えるメイドの少女。
左右に「百合っ娘センサー」と呼ばれる短めのツインテールを備えた赤紫色のロングヘアで、広がった髪のシルエットはクリスマスツリーを髣髴とさせる。
シャルロットに惚れており、シャルロットの何気ない言動を放置プレイと受け取ったりして、よく暴走する。
天然ボケの気があり、スタイルもいいため、お色気シーンの担当になっている。
生粋のMで、シェーンとグルになってたびたび緊縛プレイに興じている。
百合っ娘センサーは百合属性に反応するとビーンと上向きに立ち、更に取り外して「シンシア・スラッガー」なる飛び道具武器としても使用できる。
シェーン
シャルロットに仕える執事の老人。シャルロットからの呼称および自称は「じい」。73歳。
ロマンスグレーの髪に、立派な眉毛と口ひげをたくわえており、表情の変化がわかりづらい。
普段の落ち着いた態度からはかなりズレたボケをたびたびかますが、ボケっぱなしのシンシアへはツッコミ役にまわる。
また主であるシャルロットには慇懃に接しているものの、嘘を吹き込みからかうこともしばしばある。
シンシアと双璧を成すMで、その変態行為はシャルロットを怒らせまた呆れさせている。
当初こそトランクスを着用していたが、その後はもっぱらふんどしを愛用している。
ヘンリー13世
シャルロットの父でありカスティーナ王国の国王。
常に王冠とマントを身につけているが、そのマントの下はトランクス1丁。背が低く2、3頭身しかない。
相当なバカで妻によくツッコまれているが、Mであるためそれも快感に変わる。
そのバカさと変態さから、娘のシャルロットには軽んじられている。
語尾に「～ぞな」をつけて話す。
カレリーナ
シャルロットの母でありカスティーナ王国の王妃。
ですます調で話し、上品でおっとりした印象を周囲に与えるが、出身はダラス帝国でS。
夫に対してはよくツッコミを入れてバランスのいい関係になっているが、気質は天然で強運の持ち主。
夫とともにシャルロットの城まで視察（あそび）に来た間にクーデターが起き、セントラル城へ帰れなくなった。
母国であるダラス帝国の王女メディアは姪（姉の娘）にあたる。
ミーシャ
シャルロットに仕えるメイドの少女。
髪は茶色でツインテール。
実はダラス帝国のスパイでSなのだが、Mと偽っている。
スパイ疑惑を回避するために百合だと口からでまかせを言った際、ライザへの想いに気付いた。
レイらのやさしさに戸惑っていて、非情になりきれない。
シャルロット付きのメイド中、もっとも胸が薄いのを気にしている。
レイ
シャルロットに仕えるメイドの少女。
髪は青色で前髪を揃えたロング。
ミーハーな面がある他は特徴らしい特徴がない。M。
エリィ
カスティーナ王国の宮廷絵師の少女。10歳。
ベレー帽とメガネがトレードマークで、髪はショート。
えむの王国でもえすの帝国でもない、ブルーニ地方にある百合の国出身。そのせいで男性にはまったく興味が無い。
エリック
王家の遠縁にあたる貴族の少年。シャルロットが想いを寄せたが、えむの国の貴族だけあって子供ながら筋金入りのM。
しかもその後は女装にも目覚めてきた。

### えすの帝国
メディア
ダラス帝国（えすの帝国）の王女であり頭首。12歳。
金髪ツインテールで、黒い服しか着ない。
かなりのSで、SにもMにも容赦がなく、それが故にMにとっては神扱いされている。
普段は残忍な笑みをたたえているが、兄アレスにベタ惚れで、兄絡みの話になると急に可憐になるツンデレキャラ。
カスティーナ王都の民をそそのかしてクーデターを起こさせ、旧王都に居座っている。
兄に気に入ってもらうためか体型・体重を気にしており、仕立て屋が服のサイズを間違えた時は太ったと思い込み、ダイエットに走った。
カレリーナは叔母（母の妹）にあたる。
ライザ
メディアに仕える親衛隊員。
当初はカスティーナ王国の調査活動を担っており、アサシンスタイルの覆面をしていた。
調査終了と同時にメディアの身辺警護へと任が変わり、ロングヘアの美少女という素顔を公開した。
しかし素顔を晒すことを極度に恥ずかしがり、メディア以外の者の前では素顔を隠すアイテムが必要になる。
覆面時代は残忍なSの部分が恐れられ、素顔になってからはSの性質は残しつつ、メディアにはいいように弄ばれている。
普段はメイドの仕事もしており、部下のメイド達とそろってネコ好き。
アレス
メディアの兄でありダラス帝国の王子。
数々の国を滅ぼし非常に恐れられている。ドSとされているが、シャルロットやグラディウスに興味を持つなどロリコンでもある。特にシャルロットについては、「実は男」と宰相に嘘を吹き込まれてもまだ諦めきれていない。
以前、薔薇の国と戦った時に薔薇気質の男達によりつかれて精神的ダメージを負い、その手の話だけでも相当のトラウマを抱えている。
ダラス帝国のメイドら女性達からは、冷酷なSのイメージからモテているらしい。
宰相、料理長、神父
メディアに仕える、いつも3人一緒で登場する元えむの王国の民。
みなMで、シャルロットの攻めに飽き足らず、メディアの攻めを受ける為にクーデターを起こした。
宰相は多少思慮のあるバカ、料理長は猪突猛進型のバカ、神父は添え物のようにいるだけ。
よくメディアを怒らせて罰を受けたり、メディアの八つ当たりの対象となっているが、Mなので喜んで受けている。
しかしシャルロットへの忠誠心も残っているのか、彼女がメディアに狙われかけると守ろうとする動きも見せる。

### アレン王子一行
アレン
シャルロットの兄でありカスティーナ王国の王子。
作中の時期以前から旅を続けており、5年ぶりに再会した妹シャルロットを愕然とさせ、また旅立っていった。
現在は帝国領内およびその周辺で諜報活動を行なっている。
かなりのMであると同時にロリコンなのだが、メイスの色香にも参っていた。
グラディウス
アレンの従者で剣士の小さな女の子。
両手に装備する剣とボリュームのあるツインテールが印象的。
凄まじい戦闘能力を持っており、よく暴走する。
食べ物に目が無く、周囲は食の話題を振って暴走を止める。敵であっても食べ物をくれる人間には無警戒でついていってしまう。
Mらしい言動はなく、どちらかというとSっぽい雰囲気を漂わす。ただ、食いしん坊のためミルクにも目がなく、まだ独身のメイスの胸に吸い付いたりもする。アレン一行の持っている資金の大半はグラディウスの食費になっている。
ルーシィ
アレンの従者でプリーストの小さな女の子。
大きな十字架が描かれた貫頭衣とポニーテールが印象的。おとなしそうに見えるが、逃げようとしたメイスが攻撃してきた時はあっさりと縛り上げて捕まえた。作者の設定によるとプリーストになる前はアーマーナイトだったので力持ちとのこと。
アレンに惚れており、アレンにちょっかいを出すメイスをライバル視している。
えむの王国の慣習は知っているが、SでもMでもない雰囲気を漂わす。
メイス
アレン一行が潜入中に出会った盗賊の女性。
頭に巻いたバンダナと、シンシアに匹敵する巨乳が印象的。
アレンの財布をスったもののすぐに捕まり、話し合いの末に仲間になった。
市井の人間らしいしたたかさも見せるが、根は悪人というわけではない。
アレンを巡ってルーシィに一方的にライバル視されているが、気は合っている。
豪華な施設などに驚かない育ちのよいアレン達に対し、いちいち喜ぶ自らをイナカ者と称する。
中立国の人間でSでもMでもない。最終回ではウィップらに「成り上がり」と呼ばれる結末を迎えた。
ウィップ
メイスの仲間の女盗賊。右目に眼帯をつけている。
アレン一行をカモに狙ったがあっさり捕まり、拷問されかけるところをメイスに助けられる。
その後は敵の下にメイドとしてもぐりこみ、スパイ活動しながらアレン一行に協力する。
トンファ
ウィップの妹分で気の弱い盗賊の少女。ウィップと共にアレン一行を襲うが、対戦したグラディウスにかなうはずもなく捕まり、メイスの口利きで命拾いする。

### 百合の国
ピアノ
百合の国の王女で、フォルテの双子の姉。女の子を見つめるとその相手を自分に惚れさせてしまう特異体質のため、街で多数の女性に追われて逃げているところをシャルロット一行に助けられる。ミーシャやレイも目が合った途端影響を受けたが、シャルロットには影響が出なかった。
百合の国には珍しくノンケだったが、シャルロットに触れて百合に目覚めたらしい。
百合の国の王女だけあってシンシア以上の百合っ娘センサーも持っている。
フォルテ
百合の国の王女で、ピアノの双子の妹だが、外見はほとんど美少年の弟に見える。姉と違い彼女は百合の気質を持つらしい。

### 薔薇の国
ルーファス
薔薇の国の貴族の青年。旅先で出会ったアレン一行に力を貸すが、それもある目的を密かに狙っているため。それとは別にアレンの身も違う意味で狙っている。

## 主な舞台
カスティーナ王国（えむの王国）
ヘンリー1世によって建国された辺境の国。
国王をはじめ、国民の約8割がマゾ (M)。
さらに動物もマゾっ気のある馬（人を乗せムチで叩かれる）などがメインで、サドっぽいネコなどは少ない。
捨てマゾや野良マゾがいたり、野外プレイに勤しむ国民がいたりと、風紀は乱れまくっている。
マゾでないシャルロットには、国民の幸せの為と称して、サド役として国民を攻めるマゾプレイを行う国務が与えられているが、シャルロットがそれを遂行している様子はない。
「もっとサドっぽい人に国を治めて欲しい」という大臣たちの陰謀でクーデターが発生。カスティーナ王国の政権はダラス帝国に禅譲された。
国民のマゾ気質からして、根本的にダラス帝国の侵略に歓迎的な面があり、13代も国が続いた要因は不明。
ダラス帝国（えすの帝国）
カスティーナ王国の隣にあり、国民の大半がサド (S)。
カスティーナとは昔から争いが絶えず、現在はダラス帝国がカスティーナを支配している。シャルロットの母であるカレリーナ王妃はダラス帝国出身のサドあり、マゾである国王とはある意味相性が良い。
百合の国（正式名称不明）
宮廷絵師エリィの出身国。
国民の女の子は全てガールズラブ。
しかし百合っ娘ハンターという、百合っ娘を無理矢理ノンケに洗脳する種族によって、人口の約半分が被害にあったという。
同性愛者ばかりの国が存続する要因は不明。
薔薇の国（正式名称不明）
ゲイの国でルーファスの出身国。以前この国と戦ったアレスはその後もかなりのトラウマを持つ羽目になった。

## 書誌情報

### 単行本
芳文社より「まんがタイムKRコミックス」として刊行されている。
1. 第1巻（2006年1月10日発行） ISBN 4-8322-7557-7
2. 第2巻（2006年12月27日発行） ISBN 4-8322-7609-3
3. 第3巻（2008年4月26日発行） ISBN 4-8322-7691-3